# Paul Seltenhammer
Paul Seltenhammer (* 18. September 1903 in Biedermannsdorf; † 17. Juli 1987 in Berlin) war ein österreichischer Graphiker und Kostümbildner.

## Leben
Der bei Wien geborene Seltenhammer hatte die Kunstgewerbeschule der österreichischen Hauptstadt besucht und ging anschließend zwei Jahre lang an die Kunstgewerbeschule in Berlin. Ab 1927 arbeitete Seltenhammer als Gebrauchsgraphiker für unterschiedliche Auftraggeber. Er schuf Plakate und Reklamezeichnungen, lieferte Modeentwürfe, beteiligte sich an der Gestaltung von Theaterstücken und Revuen und verdingte sich obendrein als Kunstmaler.
Bis 1936 war er neun Jahre lang in diesen Tätigkeitsfeldern in Paris tätig. Reisen führten ihn auch in die USA und nach Berlin, wo er sich zum Jahresbeginn 1937 vorläufig niederließ. Noch zu NS-Zeiten machte sich Seltenhammer auch einen Namen als Lehrer an der Textil- und Modeschule Wien.
Zum Film stieß Paul Seltenhammer erst 1950. Anfänglich belieferte er bevorzugt Revue- und Kostümfilme, für das bundesdeutsche Kino der Adenauer-Ära typische, eskapistische Unterhaltungsfilme ohne größeren Anspruch. Mit Beginn der 1960er Jahre führten Seltenhammer eine Reihe von Filmaufträgen in die alte Heimat Österreich zurück. Hier entwarf er bis 1964 vor allem Kostüme für diverse Lustspiele mit Peter Alexander.
In seinen späten Jahren fand er beim Fernsehen Beschäftigung; so beteiligte sich Paul Seltenhammer z. B. 1968 an dem dreiteiligen ZDF-Krimistraßenfeger Babeck mit seinen Kostümentwürfen. Später war er auch für diverse Folgen der Kriminalserien Der Kommissar, Der Alte und Tatort tätig.
Kuriosum post mortem: Neun Monate nach seinem Ableben wurde im April 1988 ein Ermittlungsverfahren gegen den Verstorbenen eingeleitet. Seltenhammer hatte in der zweiten Jahreshälfte 1987 vier unbeantwortet gebliebene Schreiben vom Statistischen Landesamt Berlin mit der Aufforderung erhalten, sich an der Volkszählung zu beteiligen – einer Aufforderung, der der zuletzt schwer erkrankte Ex-Kostümbildner nicht mehr nachkommen konnte.
Begraben ist er in einem Ehrengrab der Stadt Mödling am Mödlinger Friedhof.

## Filmografie
- 1950: Die Dritte von rechts
- 1951: Die verschleierte Maja
- 1952: Tanzende Sterne
- 1952: Königin der Arena
- 1952: Der bunte Traum
- 1952: Die Diebin von Bagdad
- 1953: Blume von Hawaii
- 1954: Tanz in der Sonne
- 1954: Geld aus der Luft
- 1956: Mädchen mit schwachem Gedächtnis
- 1959: Die Nacht vor der Premiere
- 1959: Die schöne Lügnerin
- 1959: Salem Aleikum
- 1960: Frau Warrens Gewerbe
- 1961: Die Fledermaus
- 1962: Das süße Leben des Grafen Bobby
- 1962: Der Vogelhändler
- 1962: Hochzeitsnacht im Paradies
- 1963: Der Musterknabe
- 1963: Charleys Tante, Regie: Géza von Cziffra
- 1963: Das große Liebesspiel
- 1963: Der letzte Ritt nach Santa Cruz
- 1963: Schwejks Flegeljahre
- 1963: Ist Geraldine ein Engel?
- 1964: Hilfe, meine Braut klaut
- 1964: Heirate mich, Chéri
- 1964: … und sowas muß um 8 ins Bett
- 1966: Ganovenehre
- 1966: Die Hölle von Macao